# Maia Sandu
Maia Sandu (født 24. maj 1972) er en moldovisk politiker, der er den nuværende præsident i Moldova.
Hun er grundlægger af partiet Parti for Handling og Solidaritet og var tidligere premierminister fra 8. juni 2019 til 14. november. Den 12. november 2019 blev Sandus regering væltet efter et mistillidsvotum, hvor 63 af parlamentets 101 medlemmer stemte imod regeringen.
Hun var fra 2012 til 2015 minister for uddannelse, kultur og forskning og medlem af Moldovas parlament fra 2014 til 2015 og igen fra 2019.
Sandu blev valgt til Moldovas præsident ved en jordskredssejr ved præsidentvalget i 2020. Sandu er en stærk fortaler for Moldovas optagelse i EU og anses som pro-vestlig. Hun har kritiseret Ruslands invasion af Ukraine og støttet tiltag til reduktion af Moldovas økonomiske afhængighed af Rusland. Sandu har som mærkesager bekæmpelse af korruption, økonomiske reformer og liberalisering af økonomien. Hun anklagede i februar 2023 Rusland for at stå bag kupforsøget i Moldova 2023.
Ved præsidentvalget i 2024 vandt hun over den pro-russiske modkandidat Alexandr Stoianoglo og blev således genvalgt.